# 올라프스비크

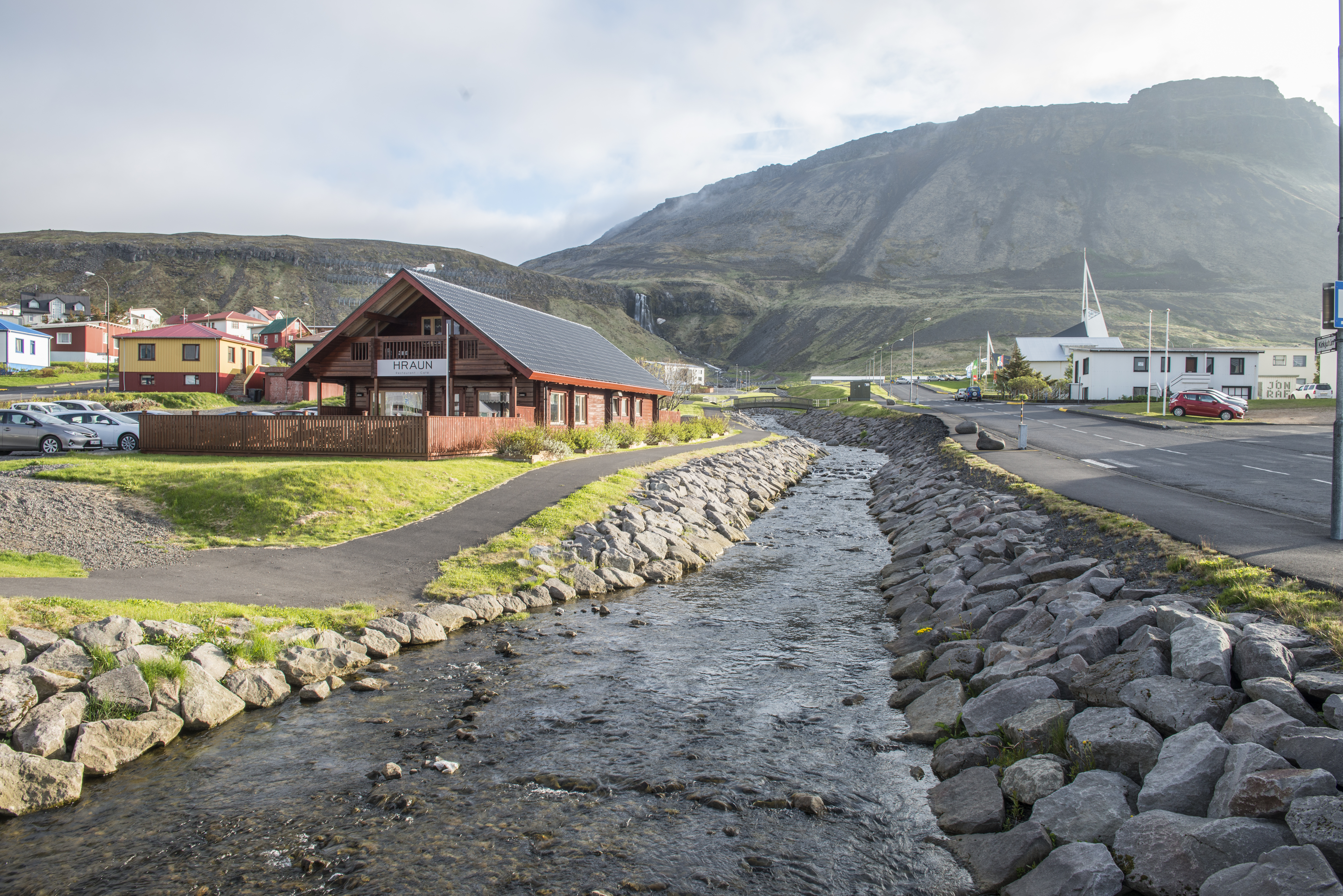

올라프스비크(아이슬란드어: Ólafsvík)는 아이슬란드 서부에 위치한 도시로 인구는 1,010명(2011년 기준)이다. 행정 구역상으로는 베스튀를란드에 속한다.